# Bycanistes
Bycanistes es un género de aves bucerotiformes de la familia Bucerotidae propias del África subsahariana.

## Especies
Se reconocen las siguientes especies:
- Bycanistes albotibialis (Cabanis & Reichenow, 1877) - cálao patiblanco;
- Bycanistes brevis - cálao cariplateado;
- Bycanistes bucinator (Temminck, 1824) - cálao trompetero;
- Bycanistes cylindricus (Temminck, 1831) - cálao caripardo;
- Bycanistes fistulator (Cassin, 1850) - cálao silbador;
- Bycanistes subcylindricus (Sclater, PL, 1871) - cálao carigrís.